# Кричевський Ілля Маратович
Ілля Маратович Кричевський (рос. Илья Маратович Кричевский; 1963—1991) — один з трьох загиблих захисників «Білого дому» під час серпневого путчу 1991 року. Герой Радянського Союзу (посмертно).

## Життепис
Народився в Москві в сім'ї викладача словесності Інеси Наумівни і архітектора Марата Юхимовича Кричевських. За національністю — єврей. За спогадами рабина Цві Патласов, в 1991 році Ілля Кричевський відвідав одне із занять по вивченню Тори в бейт-мідраші на вулиці Чайковського в центрі Москви, Кричевський збирався ще раз прийти в бейт-мидраш для вивчення єврейської релігії.
У 1980 році закінчив московську середню школу № 744 імені Петра Миколайовича Єремеєва, і в 1986 році — Московський архітектурний інститут. Працював архітектором в Державному проектному інституті № 6. У 1986-88 роках служив в лавах Радянської Армії, молодший сержант. Потім працював архітектором в Проектно-будівельному кооперативі «Комунар». Ілля Кричевський писав вірші; посмертно вони включалися в антології («Строфи століття» Євгена Євтушенка та інші).

## Загибель
Загинув в ніч з 20 на 21 серпня 1991 року в районі підземного тунелю поблизу Смоленської площі, де на перетині вулиць Чайковського та Нового Арбата натовп заблокував вісім БМП (бойових машин піхоти) Таманської мотострілецької дивізії. Демонстранти підпалили одну з БМП (бортовий номер 536), її екіпаж евакуювався, і двоє солдатів, прикриваючи відступ, намагалися відігнати натовп пострілами у повітря. Кричевський, кинувшись в той момент до БМП, отримав смертельне поранення в голову. Чи було це випадковістю, і хто саме стріляв, — не з'ясовано.